# Calolampra nitida
Calolampra nitida es una especie de cucaracha del género Calolampra, familia Blaberidae.

## Distribución
Esta especie se encuentra en Malasia.